# Kalbsaugenteich
Der Kalbsaugenteich, auch Kalbesauger Teich, war ein Stauteich im Unterharz bei Neudorf im sachsen-anhaltischen Landkreis Harz. Der zwischen dem Langenberg und den Hankelsköpfen im oberen Tal des Birnbaumbachs gelegene Teich war Teil des Unterharzer Teich- und Grabensystems.

## Geschichte
Der Bergbau im Birnbaumer Revier wurde 1740 wieder aufgenommen. Dazu war zusätzliches Wasser nötig, wofür die Anhalter Fürsten die Wassernutzungsrechte für den Silberhütter Kunstgraben von den Stolberger Grafen erwarben.
Das Wasser wurde über den 1761 bis 1762 errichteten Anhaltischen Graben zugeführt, der oberhalb des Faulen Pfützenteichs vom Schindelbrücher Kunstgraben abzweigte und so trassiert wurde, dass zunächst dem Oberlauf der Schmalen Wipper und somit dem Grenzteich Wasser zuzuführte. 1779 wurde der Kalbsaugenteich erbaut. Zunächst diente er als Zusatzspeicher für den Birnbaumteich, um die Wasserversorgung im Birnbaumer Revier zu stabilisieren. Der im Quellgebiet des Birnbaumbachs liegende Teich hatte allerdings einen so kleinen Einzugsbereich, das der Teich auf Zusatzwasser angewiesen war. Dies wurde durch eine Verlängerung des Anhaltischen Grabens erreicht, der nun auch dem Kalbsaugenteich zusätzliches Wasser zuführte.
1817 wurde der Neue Graben erbaut, der den Kalbsaugenteich mit dem Neudorfer Graben und damit dem Neudorfer Gemeindeteich verband. Nun diente der Kalbsaugenteich als Kunstteich zur Versorgung der Neudorfer Radkünste mit Aufschlagwasser.
1890 brach der Staudamm und wurde nicht wieder aufgebaut.